# Vladimir Lopoukhine
Pour les articles homonymes, voir Lopoukhine.
Vladimir Mikhaïlovitch Lopoukhine (en russe: Влади́мир Миха́йлович Лопухи́н), né le 23 mai 1952 à Moscou et mort le 26 mai 2020 dans la même ville, est un économiste, banquier d'affaires et homme politique russe.

## Biographie
Diplômé de la faculté d'Économie de l'Université d'État de Moscou en 1975, il occupe le poste de ministre du Pétrole et de l'Énergie dans le gouvernement de Boris Eltsine de novembre 1991 à juin 1992. À ce titre, il met en place une réforme visant à réorganiser le secteur de l'énergie en Russie, notamment en dérèglementant les prix du pétrole. Nommé conseiller du premier ministre Iegor Gaïdar à l'automne 1992, il travaille ensuite pour la banque Lazard frères, dans le cadre de la privatisation de Gazprom et la création de Surgutneftegaz, Ioukos et Rosneft.
Il succombe à la maladie à coronavirus.